# Enno Meyer
Enno Meyer (geboren 12. November 1913 in Oldenburg; gestorben 15. Juni 1996 ebenda) war ein deutscher Gymnasiallehrer, Historiker und Autor, der sich in besonderem Maße für die Aussöhnung mit Juden und Polen engagierte.

## Leben und Wirken

### Zeit der Weimarer Republik
Enno Meyer wuchs als drittes von vier Kindern einer Kaufmannsfamilie in kleinbürgerlichen Verhältnissen im damaligen Großherzogtum Oldenburg auf. Der Vater unterhielt ein Kurz- und Miederwaren-Geschäft. In seiner Zeit als Schüler zeigte er großes Interesse am Auslandsdeutschtum und Osteuropa und war aktives Mitglied im Verein für das Deutschtum im Ausland (VdA).

### Zeit des Nationalsozialismus
Nach dem Abitur im Herbst 1933 nahm er zunächst eine Banklehre in Osnabrück auf, wo er zugleich begann im Selbststudium Polnisch zu lernen. Doch schnell erkannte er, dass die Lehre nicht das Richtige für ihn war, und er studierte Geschichte, Geographie und Germanistik in München, Königsberg und Rostock. Seit 1934 war er Mitglied der Münchener Burschenschaft Rhenania. 1940 promovierte er zum Thema Die Insel Poel. Eine landes- und inselkundliche Untersuchung.
In die Zeit des Nationalsozialismus fielen zwei Schlüsselerlebnisse, die zu seinem späteren Engagement für die Aussöhnung mit Juden und Polen beitrugen: Der Pogrom an Juden am 9. November 1938, den er bei einer Durchreise in Berlin erlebte. Besonders erschreckte ihn, dass dieser Pogrom mit äußerster Präzision im ganzen Reich durchgeführt wurde. Im Zweiten Weltkrieg gehörte er dem Infanterie-Regiment 489 an, das zum Teil aus zwangsrekrutierten kaschubischen „volksdeutschen“ Wehrmachtssoldaten bestand. Bei den Kämpfen am Wolchow-Bogen südlich von Leningrad liefen die Kaschuben beim ersten Feindkontakt in größerer Zahl zur Roten Armee über. Auf Befehl eines Vorgesetzten führte Enno Meyer eine Befragung der verbliebenen kaschubischen Soldaten durch. Sie berichteten von Verbrechen, die von deutschen Einsatzgruppen im besetzten Polen, oft auch an ihren Angehörigen, begangen wurden.

### Nachkriegszeit
Im Jahr 1948 heiratete er Magdalene Wendt geb. Renschhausen. Im gleichen Jahr trat er eine Stelle als Lehrer an, zunächst in Wilhelmshaven, wenige Jahre später in Oldenburg bis zu seiner Pensionierung 1978.

### Deutsch-polnische Schulbuchgespräche
Um im Geschichtsunterricht in den Schulen nicht in die alten Muster der Zeit vor 1945 zu fallen und eine vernünftige deutsch-polnische Nachbarschaft zu erarbeiten, nahm Enno Meyer ab Ende der 40er Jahre Kontakt zu polnischen Historikern im Exil, deutschen Professoren und Institutionen auf. In besonderer Weise inspirierte ihn dabei der exilpolnische Publizist Stefan Tadeusz Norvid mit dessen Buch Martyrium eines Volkes und der Briefwechsel, den er mit dem Autor führte. Auf der Grundlage dieses Meinungsaustausches und seiner eigenen Forschungen verfasste er 47 Thesen über die Darstellung der deutsch-polnischen Beziehungen im Geschichtsunterricht, die 1956 vom damaligen „Institut für internationale Schulbuchverbesserung“ – später Georg Eckert Institut-Leibniz-Institut für internationale Schulbuchforschung in Braunschweig veröffentlicht wurden. Das Besondere und Innovative dieser Thesen war die doppelte Perspektive auf Ereignisse der deutsch-polnischen Geschichte gepaart mit einer Sensibilität für die Sichtweisen des Anderen. Die Thesen fanden in der Bundesrepublik, in Polen, aber auch in der DDR eine breite Resonanz unter Historikern und darüber hinaus. Sie stimulierten Debatten, welche die verhärteten Positionen während des Kalten Krieges allmählich lösten. Die Ostpolitik unter Willy Brandt ermöglichte 1972 die Gründung der Deutsch-Polnischen Schulbuchkommission unter der Schirmherrschaft der UNESCO. Enno Meyer gehörte zu den Mitgliedern der Kommission; seine in der Zwischenzeit mehrfach überarbeiteten Thesen waren ein wesentlicher Impuls und Arbeitsgrundlage dieses Gremiums. Die Kommission erarbeitete eine Reihe von Empfehlungen zur Darstellung der deutsch-polnischen Beziehungen in den Schulbüchern für Geschichte und Geographie, die von beiden Seiten weitgehend akzeptiert wurden.
Zur Rolle Enno Meyers bei der Entstehung der Deutsch-Polnischen Schulbuchkommission urteilt Wolfgang Jacobmeyer, der langjährige stellvertretende Direktor des Braunschweiger Instituts für Schulbuchforschung: „Ohne Enno Meyer hätte es keine deutsch-polnischen Schulbuchgespräche gegeben“.

### Versöhnung mit den jüdischen Mitbürgern
Angeregt durch einen Gedenkstein in Münster engagierte sich Enno Meyer in den 50er Jahren mit einem Leserbrief in der Lokalpresse (Nordwest-Zeitung) und Eingaben bei der Stadt Oldenburg dafür, dass in seiner Heimatstadt an der Stelle der von den Nationalsozialisten abgebrannten Synagoge ebenfalls ein Erinnerungsstein aufgestellt werden sollte. Dieses Vorhaben wurde viele Jahre von den Vertretern der Stadt abgelehnt. 1962 wurde Enno Meyer Mitglied der neu gegründeten Gesellschaft für Christlich-Jüdische Zusammenarbeit Oldenburg; nach wenigen Jahren (1966–1987) deren Vorsitzender. Zusammen mit dieser Gesellschaft konnte 1967 erreicht werden, dass der Gedenkstein aufgestellt wurde – unter Anwesenheit des letzten Landesrabbiners von Oldenburg, Leo Trepp. Zudem hielt Enno Meyer regelmäßig in der jährlichen Woche der Brüderlichkeit Vorträge zu verschiedenen Aspekten des deutsch-jüdischen Zusammenlebens und beschrieb in einer Vielzahl von Büchern und Aufsätzen das jüdische Leben im Oldenburger Land, er dokumentierte die jüdischen Friedhöfe und Synagogen dieser Region. In Quellenbänden für den Geschichtsunterricht an den Schulen publizierte und kommentierte er eine Vielzahl von historischen Dokumenten zur Judenverfolgung im Oldenburger Land. Zu seinen Aktivitäten gehörte auch die Ermittlung der Adressen der ehemaligen Oldenburger Juden, die den Holocaust überlebt hatten. Somit konnte im Jahre 1985 ein Wiedersehenstreffen stattfinden, welches Enno Meyer mit der Gesellschaft für Christlich-Jüdische Zusammenarbeit, der Stadt Oldenburg und mit tatkräftiger Unterstützung seiner Ehefrau organisierte. Es war auch eine wichtige Vorarbeit für die im Jahre 2013 errichtete Gedenkwand mit den Namen und Adressen der jüdischen Opfer des Nationalsozialismus in Oldenburg.

### Weitere Schaffensschwerpunkte
Als Autor veröffentlichte er eine Vielzahl von Büchern, Quellenbänden für den Geschichtsunterricht und Aufsätzen, die sich mit Polen, den Juden und der Regionalgeschichte befassen. Besondere Beachtung fanden die Quellenbände zur Geschichte der ersten Hälfte des 20. Jahrhunderts in Niedersachsen.
Da der Genozid an den Armeniern Anfang des 20. Jahrhunderts vergleichbar mit dem Holocaust war, befasste Enno Meyer sich auch mit diesem Thema. Gemeinsam mit Ara J. Berkian gab er ein Buch zur 1000-jährigen Geschichte der deutsch-armenischen Beziehungen heraus.
Insgesamt umfasst sein Werk mehr als 100 Veröffentlichungen.

## Auszeichnungen
- Pflanzung eines Baums im Jerusalemer Friedenswald mit seinen Namen (1965)
- Bundesverdienstkreuz (1980)
- Das große Stadtsiegel der Stadt Oldenburg (1988)
- Medaille der Oldenburger Landschaft (1989)

## Veröffentlichungen (Auswahl)
- Über die Darstellung der deutsch-polnischen Beziehungen im Geschichtsunterricht. Braunschweig 1956.
- Juden und Judenfeinde in der christlichen Welt. Abriss der jüdischen Geschichte von Anbeginn bis auf unsere Zeit. Köln 1962.
- Deutschland und Polen 1772–1914. (Quellen- und Arbeitsheft zur Geschichte und Gemeinschaftskunde). Stuttgart 1964.
- Das europäische Nationalstaatensystem / Völker und Grenzen Zwischeneuropas. (neue Gemeinschaftskunde für Gymnasien). Hannover 1966.
- Grundzüge der Geschichte Polens. Darmstadt 1969.
- Die im Jahre 1933 in der Stadt Oldenburg i.O. ansässigen jüdischen Familien. Herkunft, berufliche Gliederung, späteres Schicksal. In: Oldenburger Jahrbuch, 70, (1971), S. 31–78.
- Deutsch-polnische Schulbuchgespräche. Ein Zwischenbericht zu den gegenwärtigen deutsch-polnischen Schulbuchkonferenzen der beiderseitigen UNESCO-Kommissionen. In: Geschichte in Wissenschaft und Unterricht (1973) W 1, S. 35–44.
- Dreizehn Tage deutscher Geschichte in Niedersachsen 1932–1955. (Schriftenreihe der niedersächsischen Landeszentrale für politische Bildung, Zeitgeschichte 15). Hannover 1976.
- Auf dem Wege zur Macht. Die NSDAP, ihre Wegbereiter und ihre Gegner in einer norddeutschen Stadt 1930–1933. Frankfurt/Main 1981.
- Fünfundzwanzig Jahre deutscher Geschichte 1900–1955. Stuttgart 1981 (4 Hefte):
  1. Aus dem kaiserlichen Deutschland
  2. Aus der Weimarer Zeit
  3. Aus dem nationalsozialistischem Deutschland
  4. Aus dem Nachkriegsdeutschland

- „Oldenburg“ – eine namensgeschichtliche Studie. In: Oldenburger Jahrbuch, 84 (1984), S. 1–24.
- Geschichte der Delmenhorster Juden 1695 – 1945. (Oldenburger Studien 26), Oldenburg 1985.
- (Mitarbeit) Wiedersehen mit der Heimat. Dokumentation über den Besuch der früheren jüdischen Bürger der Stadt Oldenburg, 8. bis 15. Mai 1985. Hrsg. von der Gesellschaft für Christlich-Jüdische Zusammenarbeit Oldenburg, Redaktion: Werner Vahlenkamp. Oldenburg 1985.
- Menschen zwischen Weser und Ems 1933–1945. Wie sie lebten, was sie erlebten. (Quellen zur Geschichte Nordwest-Niedersachsens 2). Oldenburg 1986.
- Wie ich dazu gekommen bin: Die Vorgeschichte der deutsch-polnischen Schulbuchgespräche 1948–1971. (Studien zur internationalen Schulbuchforschung 56). Braunschweig 1988.
- Die deutsch-polnischen Schulbuchgespräche von 1937/38. In: Internationale Schulbuchforschung, 10 (1988), S. 403–418.
- Der jüdische Friedhof in Oldenburg. Oldenburg 1988.